# Simas Kudirka
Simas Kudirka (ou Simonas Kudrika) est un marin soviétique de nationalité lituanienne né le 9 avril 1930 à Griškabūdis en Lituanie, et mort le 11 février 2023 à Pilviškiai en Lituanie.
L'homme est à l'origine d'un incident diplomatique entre les États-Unis et l'Union Soviétique, survenu le 24 novembre 1970, pour avoir tenté de demander l'asile politique à l'occasion d'une rencontre bilatérale avec une délégation de l’industrie de la pêche américaine au large des côtes du Massachusetts.

## Biographie

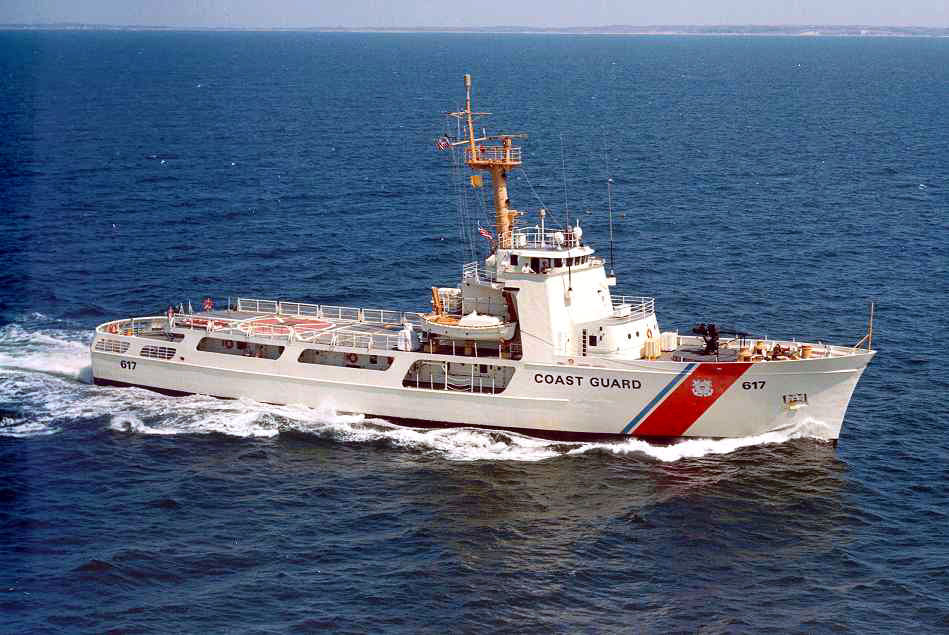
L'.

### L'incident du 24 novembre 1970
Le 24 novembre 1970, à la faveur d’une rencontre bilatérale avec une délégation de l’industrie de la pêche américaine organisée au large des côtes américaines et à laquelle son équipage doit participer, Simas Kudirka, alors opérateur radio, décide de sauter depuis son navire, le Sovetskaya Litva, à bord du navire américain USCGC Vigilant (WMEC-617) (en), afin de se sauver de ce qu'il considérera plus tard, lors de déclarations ultérieures, de l'enfer soviétique.
Avec l'accord des autorités américaines (en fait, un simple ordre du contre-amiral William B.Ellis), le capitaine commandant Ralph E. Eustis permet à un détachement du KGB de venir maitriser Simas Kudirka à bord de son propre navire afin de le ramener en URSS pour y être jugé avant d’être envoyé dans un camp de travail dans l'Oural, non loin de la Sibérie.
Le contre-amiral William B. Ellis, commandant du premier district de la Garde côtière à Boston, son chef d'état-major et le commandant. Ralph W. Eustis, capitaine du garde-côte Vigilant, seront relevés de leurs fonctions quelques jours plus tard, dans l'attente des résultats de l'enquête mise en place afin de mieux connaître les détails de cet incident et les conditions de « l'arrestation » de Simas Kudirka.

### Années d'emprisonnement en URSS
Simas Kudirka est condamné en mai 1971 à dix ans de prison.

### Accueil et séjour aux États-Unis
Des enquêtes ultérieures ont alors révélé que Simas Kudirka pouvait revendiquer la citoyenneté américaine par l'intermédiaire de sa mère, née aux États-Unis. Simas Kudirka parvint à venir aux États-Unis en 1974, après avoir été libéré de son camp de détention grâce à une intense campagne et la sortie d'un livre sur son aventure.

## Postérité et retombées médiatiques

### Dans la littérature
Day of Shame, est un ouvrage d'Algis Ruksenas, publié en 1973 , édition David McKay Publishers, New York, afin de populariser le plus possible les déboires de ce marin.
Simas Kudirka est l'auteur d'un ouvrage autobiographique, publié en anglais : For those still at sea, éditions The Dial Press (décembre 1978)  (ISBN 978-0803726840)

### À la télévision
The Defection of Simas Kudirka (en) est un téléfilm tourné en 1978 par David Lowell Rich avec notamment Alan Arkin (dans le rôle de Simas Kudirka) et Donald Pleasence. Ce film retrace l'incident du  24 novembre 1970 et les déboires de Simas Kudirka, jusqu'à sa libération par les autorités soviétiques.

### Au cinéma
Une réalisatrice lituanienne, Giedré Žickytė, s'est emparée de l'histoire de la vie de Simas Kudirka, de son saut jusqu'à son retour dans la Lituanie indépendante, en passant par son emprisonnement, sa libération et sa vie aux États-Unis, dans le film Le Saut, sorti en 2020.